# His Bad Policy
Pour plus de détails, voir Fiche technique et Distribution.
His Bad Policy est un film américain sorti en 1917.

## Fiche technique
- Titre original : His Bad Policy
- Société de production : Keystone
- Société de distribution : Keystone
- Pays de production :  États-Unis
- Langue originale : anglais
- Format : noir et blanc — 35 mm — 1,37:1 — Film muet
- Genre : Comédie
- Durée : une bobine
- Dates de sortie : États-Unis : 16 décembre 1917
- Licence : Domaine public